# 조밥나물
조밥나물은 국화과에 속하는 여러해살이풀이다. 한국·중국 동북부·시베리아·유럽·일본·북아메리카·북아프리카 등지에 분포한다.

## 생태
산지의 습기가 있는 곳에서 자란다. 자르면 흰 즙액이 나오고 위에서 가지가 약간 갈라지며 높이 30-100cm이다. 줄기잎은 어긋나고 꽃이 필 때 밑부분의 잎이 마르며, 중앙에 달린 잎은 피침형이고 가장자리에 뾰족한 톱니가 다소 있다. 꽃은 7-10월에 피고 황색이며 두화는 산방상으로 달린다. 총포는 길이 9-11mm이고, 포편은 3-4줄로 배열하며 겉으로 점점 짧아진다. 수과는 흑색으로 길이 2.5-3mm이고 10개의 능선이 있다. 관모는 갈색이고 깊이 7mm 정도이다.

## 관리 및 번식법
관리법 : 어느 곳에서나 잘 지라며 토양 유기질 함량이 많은 화단에 심는다. 물은 여름에는 1~2일, 다른 계절에는 2~3일 간격으로 준다.
번식법 : 11월에 받은 종자를 이듬해 2월 중순경 화분에 뿌리고 뿌리가 많이 나면 화단에 옮겨 심는다. 이른 봄 새싹이 올라오면 포기나누기를 한다.

## 사진

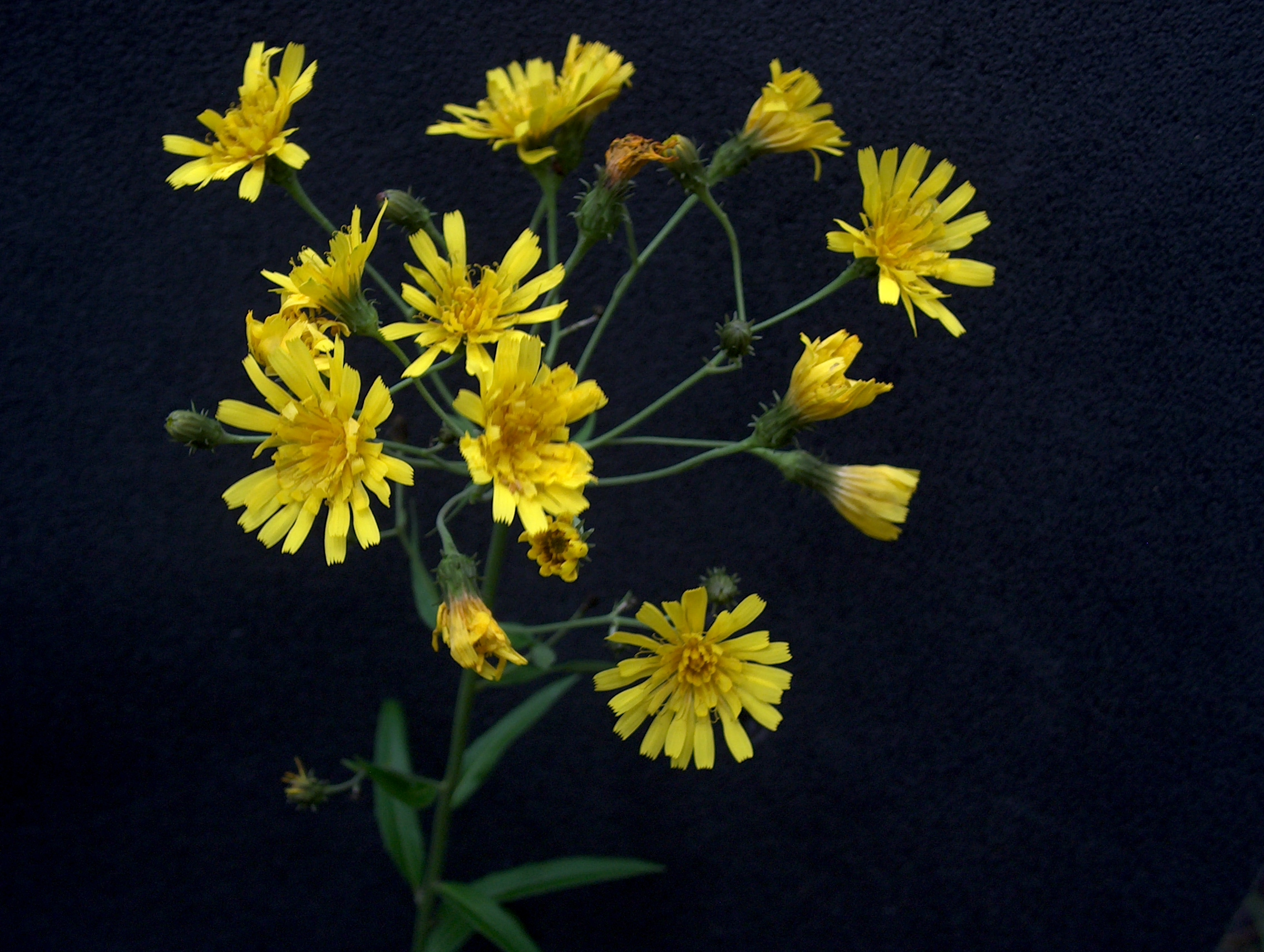
꽃
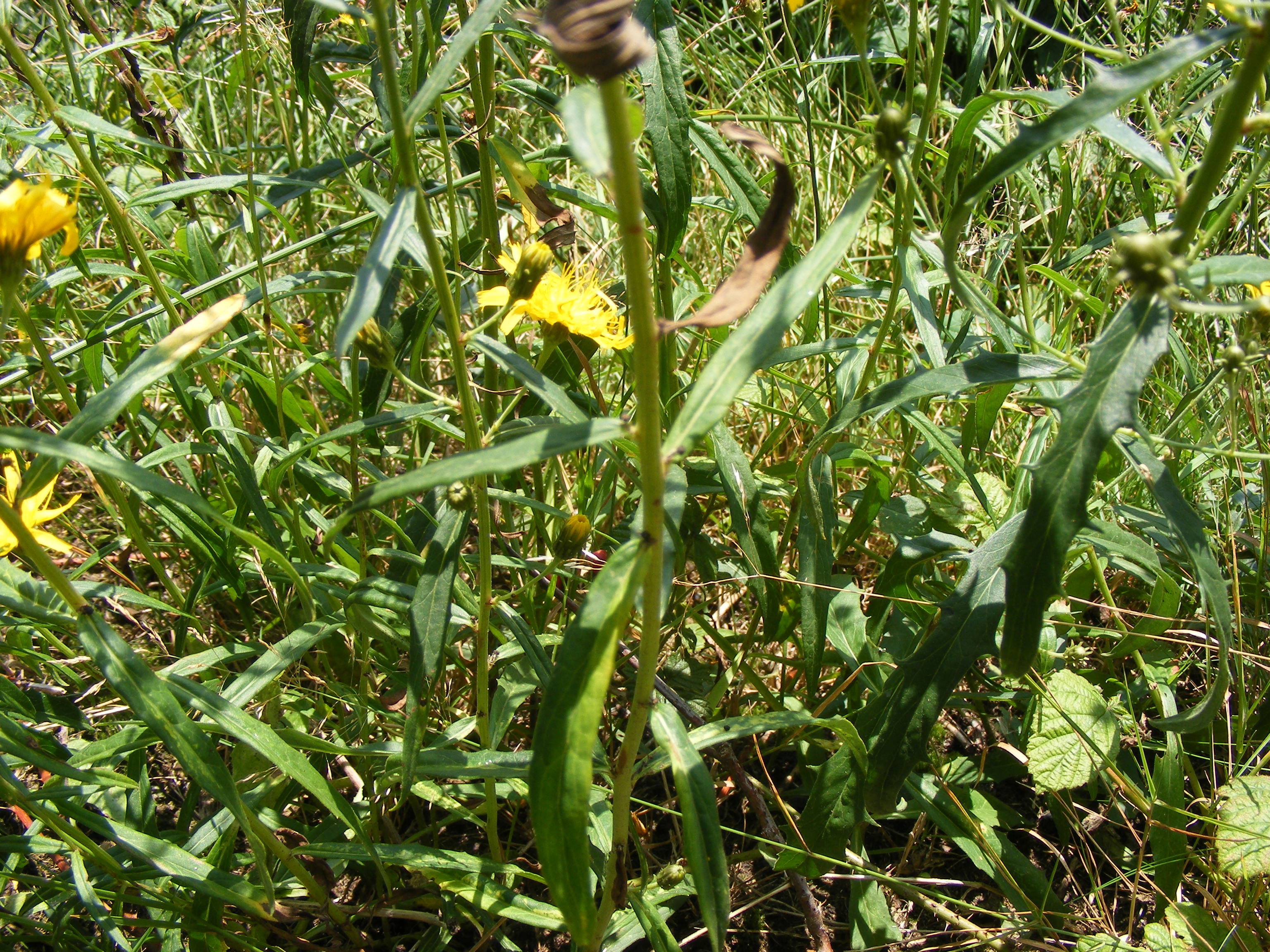
줄기와 잎
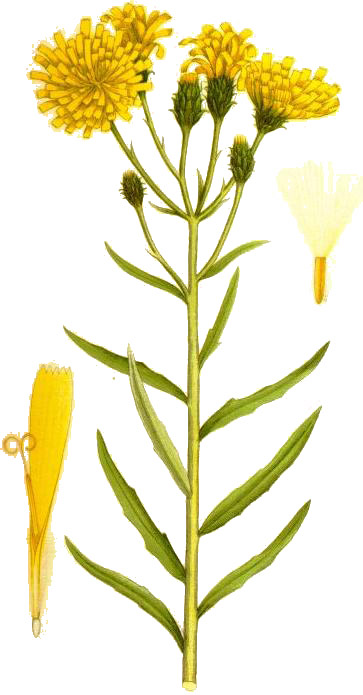
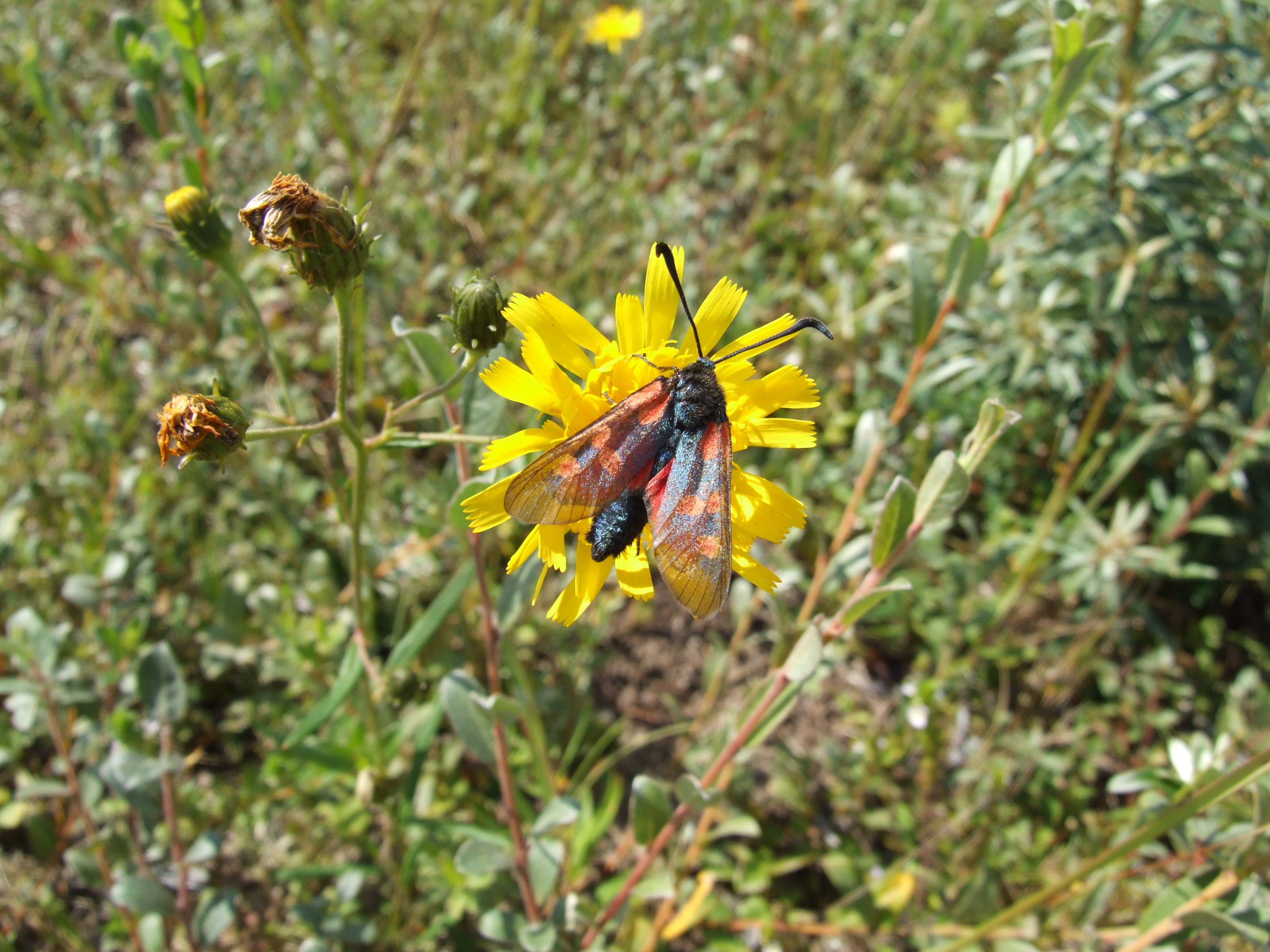
Hieracium umbellatum

## 참고 문헌
- 이 문서에는 다음커뮤니케이션(현 카카오)에서 GFDL 또는 CC-SA 라이선스로 배포한 글로벌 세계대백과사전의 내용을 기초로 작성된 글이 포함되어 있습니다.